# Golden Valley
Golden Valley é uma região censitária e uma comunidade não incorporada do condado de Washoe, estado do Nevada, nos Estados Unidos.
A população era de 1.556 habitantes segundo o censo realizado em 2010. É um subúrbio norte da cidade de Reno e faz parte da Reno–Sparks Metropolitan Statistical Area. Antes de 2010, fazia parte da região censitária  Lemmon Valley-Golden Valley.

## Geografia
Golden Valley fica localizada a 11 quilómetros do centro da cidade de Reno. Lemon Valley fica adjacente a norte.
De acordo com o United States Census Bureau, esta região censitária tinha 9,4 km2, todos constituídos por terra.